# サリー・メイ
サリー・メイ（Sally Mae、本名：加古 幸子、1948年2月13日 - 1980年代後半?）は、日本の歌手、モデル、女優。
京都市生まれ。
1963年、シャープ・ホークスの結成に、加古幸子として参加したが、レコード・デビュー前に脱退した。
その後、サリー・メイ名義で、モデルや、テレビのアシスタントなどを務めた。1969年には、川内康範・作詞、花礼二・作曲の演歌「銀蝶流れ花」で、歌手としてソロ・デビューした。当時は「金髪演歌」という宣伝文句も用いられたが、その金髪は脱色によるものであったという。
映画には、加山雄三主演の1968年の映画『狙撃』や梅宮辰夫主演の1971年の映画『夜の手配師 すけ千人斬り』に端役で出演した後、1972年には日活ロマンポルノの「らしゃめんお万」シリーズで主演を務めた。
一時は、広島東洋カープの投手だった白石静生と結婚していたが、離婚した。
1975年頃には芸能界から引退し、1980年代後半に死去したとされる。

## ディスコグラフィ
いずれも日本ビクターから

### シングル
- 銀蝶流れ花 / やくそく
- 銀蝶番外地 / 忘れたいのよ
- 銀蝶流れ星 / 錦糸町ブルース
- 蝶ざんげ / アンジェラス長崎
- 金髪仁義 / よこはま・女流れ者

### アルバム
- 緋牡丹博徒 金髪艶歌、1970年

## フィルモグラフィ

### 東宝
- 狙撃（1968年 ）- バレンチナ 役

### 東映
- 夜の手配師 すけ千人斬り（1971年） - キキ 役
- 未亡人ごろしの帝王（1971年） - 金髪の美女 役

### 日活
日活ロマンポルノ
- らしゃめんお万 雨のオランダ坂（1972年） - お万 役（主演）
- らしゃめんお万 彼岸花は散った（1972年） - お万 役（主演）
- 艶説女侠伝 お万乱れ肌（1972年） - お万 役（主演）
- 新色暦大奥秘話 やわ肌献上（1972年） - サリー 役

### テレビドラマ
- 子連れ狼 第一部 第8話「堺筒」